# Atletica leggera ai Giochi della III Olimpiade - 2590 metri siepi
La gara dei 2590 metri siepi dei Giochi della III Olimpiade si tenne il 29 agosto 1904 al Francis Field della Washington University di Saint Louis.

## La gara
Secondo gli organizzatori la distanza da percorrere è la stessa di Parigi 1900, ma diversi giornali di Saint Louis scrivono che in realtà la gara è lunga 2590 metri. 
I concorrenti devono percorrere poco meno di tre giri di pista. Il favorito è John Daly, uno dei pochissimi irlandesi presenti a Saint Louis. Ha un personale di 4'27”8 sul miglio.

Daly si pone alla testa del gruppo fin dal primo giro. Al secondo giro ha acquisito un vantaggio di oltre trenta metri. All'ultimo giro scatta lo statunitense Jim Lightbody: comincia una rimonta che lo porta a raggiungere Daly e a vincere con un buon margine. A 30 iarde da Daly giunge l'altro americano Newton, che coglie il bronzo.

## Risultati
Non vi furono eliminatorie, si disputò direttamente la finale.
| Pos.    | Atleta          | Nazione       | Età | Tempo      |
| ------- | --------------- | ------------- | --- | ---------- |
| Oro     | Jim Lightbody   | Stati Uniti   | 22  | 7'39"6     |
| Argento | John Daly       | Gran Bretagna | 24  | 7'40"6     |
| Bronzo  | Arthur Newton   | Stati Uniti   | 21  | a 30 iarde |
| 4       | Bill Verner     | Stati Uniti   | 21  | n/d        |
| ?       | Harvey Cohn     | Stati Uniti   | 20  | n/d        |
| ?       | David Munson    | Stati Uniti   | 20  | n/d        |
| ?       | Richard Sanford | Stati Uniti   | 27  | n/d        |

Per Jim Lightbody era la prima gara in assoluto disputata sulle siepi. Lo studente ventiduenne dell'Università di Chicago era ancora uno sconosciuto. Si rivelò quindi ai Giochi. Nel 1905 vinse i suoi primi titoli nazionali, sul mezzo miglio (880 iarde) e sul miglio. Fu protagonista anche ai Giochi intermedi di Atene del 1906.